# Tomosvaryella israelensis
Tomosvaryella israelensis är en tvåvingeart som beskrevs av De Meyer 1995. Tomosvaryella israelensis ingår i släktet Tomosvaryella och familjen ögonflugor.
Artens utbredningsområde är Israel. Inga underarter finns listade i Catalogue of Life.